# Catephia molybdocrosis
Catephia molybdocrosis är en fjärilsart som beskrevs av George Francis Hampson 1926. Catephia molybdocrosis ingår i släktet Catephia och familjen nattflyn. Inga underarter finns listade i Catalogue of Life.